# Nomada pusilla
Nomada pusilla är en biart som beskrevs av Amédée Louis Michel Lepeletier 1841. Nomada pusilla ingår i släktet gökbin, och familjen långtungebin. Inga underarter finns listade i Catalogue of Life.